# رز خارآلود
رز خارآلود، رز روباهی، مشکجه (نام علمی: Rosa spinosissima) نام یک گونه از سرده رز است.

## نگارخانه

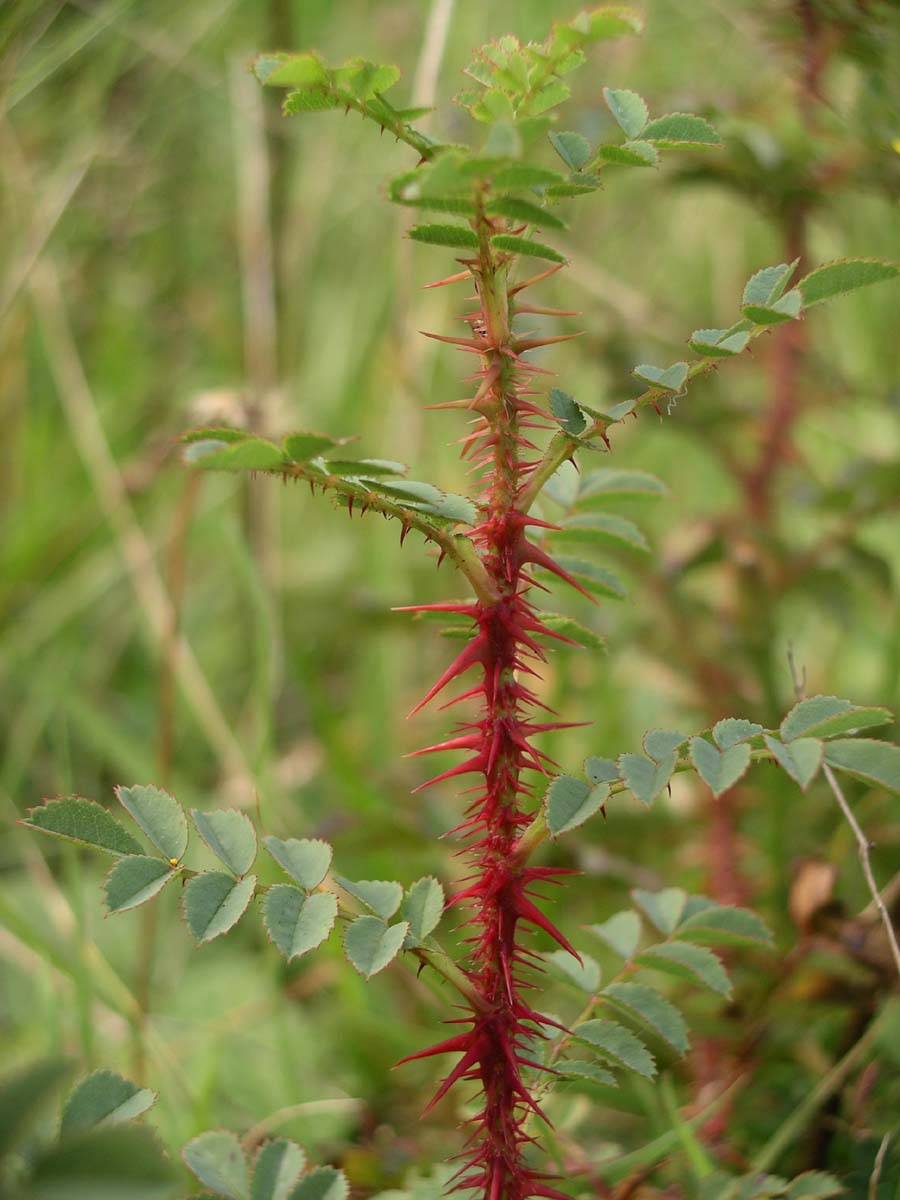
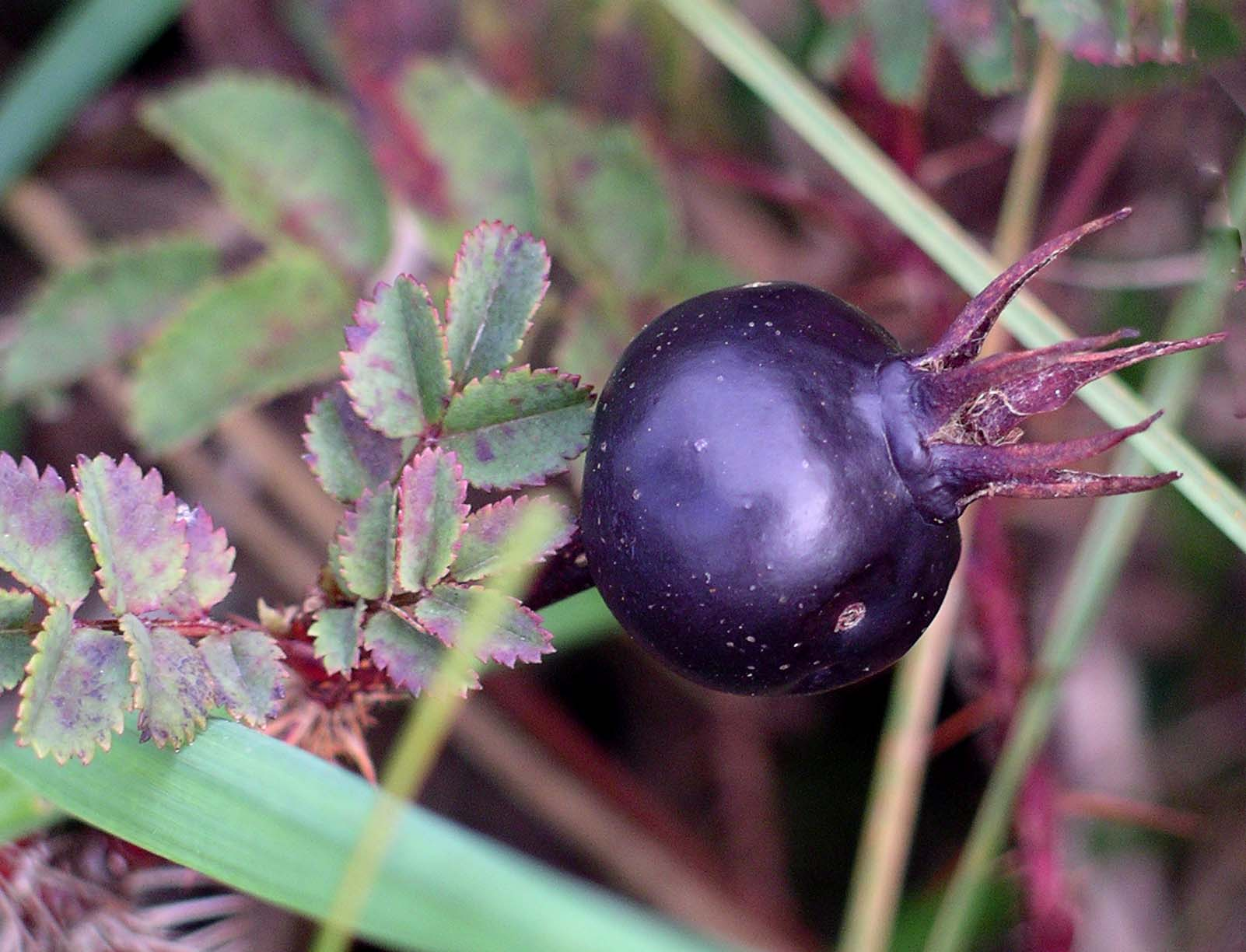
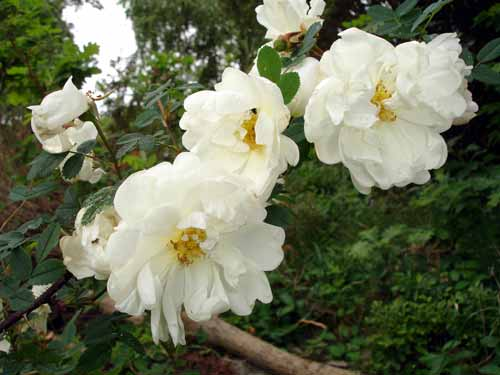
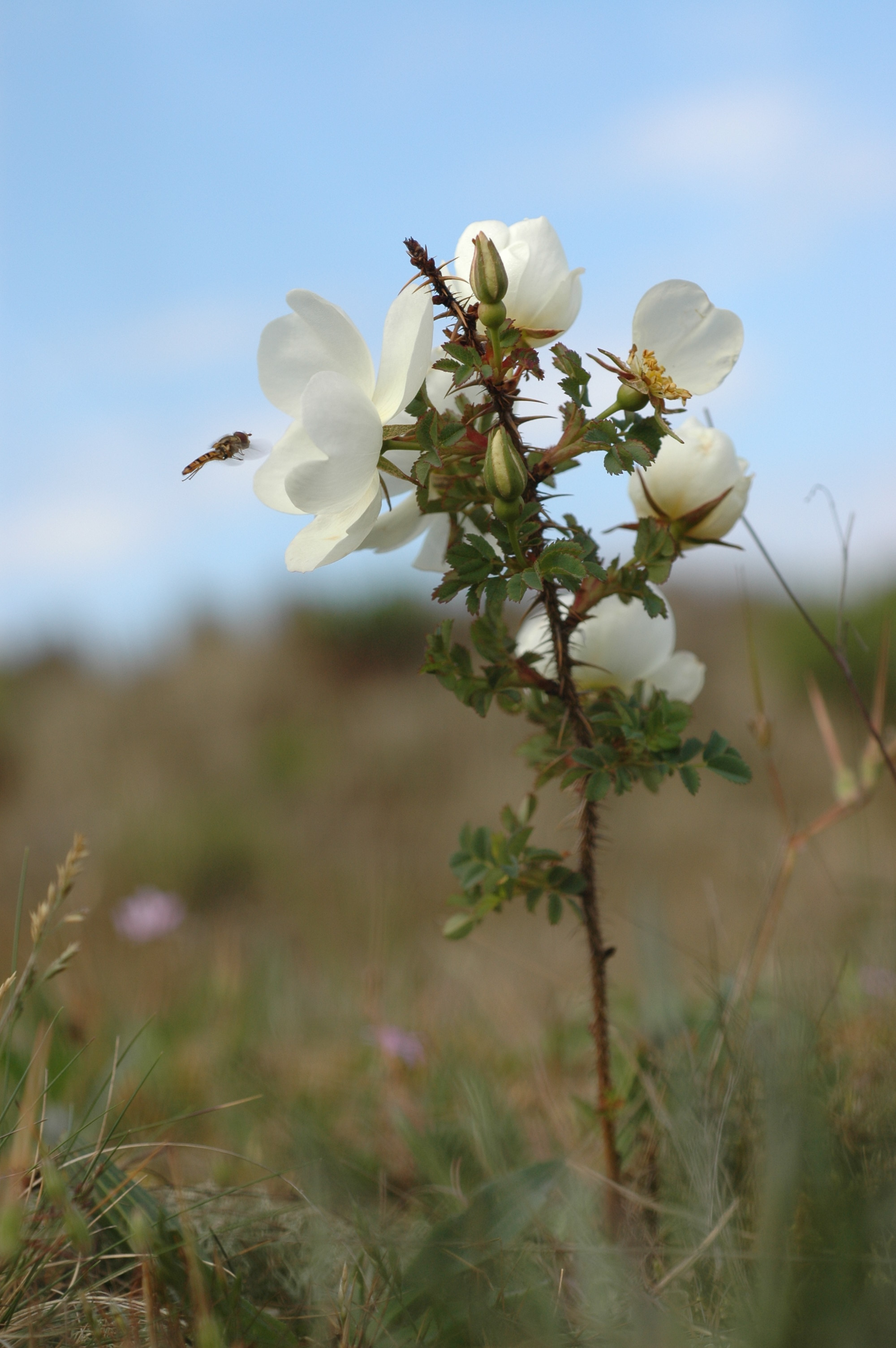